# Tatyana Anisimova
Tatyana Mikhaylovna Anisimova (Grozny, Chechénia, 19 de outubro de 1949) é uma antiga atleta russa que representava internacionalmente a União Soviética em corridas de barreiras altas. Obteve duas medalhas de bronze nos Campeonatos da Europa em Pista Coberta de 1975 e 1981 e uma medalha de prata nos Campeonatos Europeus de 1978, em Praga. Foi nesta última prova que alcançou a marca de 12.67 s, que constitui o seu recorde pessoal.
O seu maior feito desportivo foi a conquista da medalha de prata na final de 100 m barreiras dos Jogos Olímpicos de 1976, em Montreal, onde gastou apenas mais um centésimo de segundo do que a vencedora, a alemã oriental Johanna Schaller.
Foi chamada, por duas vezes, a representar a URSS em edições da Taça do Mundo de Atletismo, obtendo um primeiro lugar em Roma 1981 e um segundo lugar em Montreal 1979, em 100 metros com barreiras.